# Heart of Midlothian Football Club 2023-2024
Questa voce raccoglie le informazioni riguardanti l'Heart of Midlothian Football Club nelle competizioni ufficiali della stagione 2023-2024.

## Stagione
La stagione 2023-2024 vede la 121ª partecipazione alla Scottish Premiership per gli Hearts, che confermano alla guida della squadra il tecnico Steven Naismith, il quale assume l'incarico di direttore tecnico in quanto non possiede la licenza di allenatore nelle competizioni europee. La squadra di Edimburgo, dopo aver concluso il campionato precedente in quarta posizione si qualifica alla fase preliminare di Conference League. Il 5 agosto il club esordisce in competizioni ufficiali battendo il St. Johnstone 2-0 in campionato. In Europa gli Hearts superano il terzo turno contro i norvegesi del Rosenborg vincendo in rimonta 3-1 dopo che la gara di andata si era conclusa 2-1 per i Troillongan. Il 20 agosto la squadra di Naismith elimina dalla Scottish League Cup il Partick Thistle per 4-0. Il 31 agosto gli Hearts vengono estromessi dalle competizioni europee per mano dei greci del PAOK, vincitori con un risultato complessivo di 6-1 agli spareggi di Conference League. Il 26 settembre la squadra di Edimburgo supera i quarti di finale di Coppa di Lega battendo a domicilio 2-1 il Kilmarnock. Il 5 novembre i Rangers sconfiggono l'Hearts of Midlothian in occasione della semifinale di Scottish League Cup all'Hampden Park di Glasgow. Il 16 dicembre gli Hearts vincono per 2-0 al Celtic Park contro i campioni in carica del Celtic; in campionato tale risultato non si verificava dal 2007, mentre in altre competizioni dal 2009 e infliggono loro altresì la prima sconfitta casalinga dopo quasi tre anni di imbattibilità interna. Il 2023 degli Hearts si chiude con la vittoria di misura del derby di Edimburgo. Il 20 gennaio gli Hearts esordiscono in Coppa di Scozia, battendo a domicilio 2-1 gli Spartans. L'11 marzo, grazie a un gol nel finale di Kenneth Vargas, gli Hearts superano i quarti di finale di coppa nazionale eliminando il Greenock Morton.
Il 21 marzo l'Heart of Midlothian viene eliminato dai Rangers in semifinale di coppa di Scozia. Il 5 maggio, nonostante la sconfitta per 3-0 contro il Celtic, gli Hearts staccano il pass per gli spareggi di UEFA Europa League 2024-2025 assicurandosi il terzo posto finale, con tre giornate di anticipo. Il capitano della squadra Lawrence Shankland oltre al titolo di capocannoniere viene nominato giocatore dell'anno.

## Maglie e sponsor
Lo sponsor ufficiale è l'associazione no profit MND Scotland, mentre quello tecnico è Umbro. Lo sponsor sulla maglia da trasferta è Stellar Omada.
| Casa | Trasferta | Terza divisa |

## Rosa
La rosa e la numerazione sono tratte dal sito ufficiale.

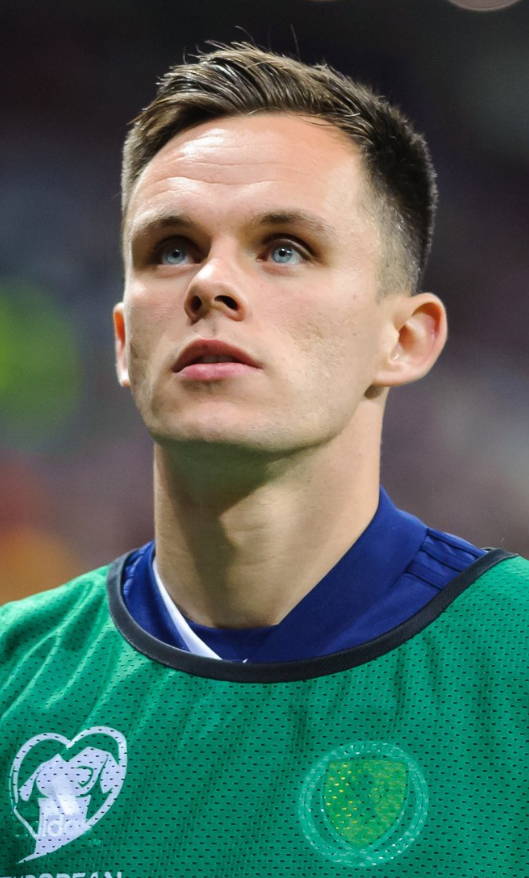
Lawrence Shankland (con la maglia della), è il capitano degli Hearts

| N. |                             | Ruolo | Calciatore                    |
| -- | --------------------------- | ----- | ----------------------------- |
| 1  | Scozia (bandiera)           | P     | Craig Gordon                  |
| 2  | Inghilterra (bandiera)      | D     | Frankie Kent                  |
| 3  | Scozia (bandiera)           | D     | Stephen Kingsley              |
| 4  | Scozia (bandiera)           | D     | Craig Halkett                 |
| 5  | Austria (bandiera)          | C     | Peter Haring                  |
| 6  | RD del Congo (bandiera)     | C     | Beni Baningime                |
| 7  | Inghilterra (bandiera)      | C     | Jorge Grant                   |
| 8  | Australia (bandiera)        | C     | Calem Nieuwenhof              |
| 9  | Scozia (bandiera)           | A     | Lawrence Shankland (capitano) |
| 10 | Irlanda del Nord (bandiera) | A     | Liam Boyce                    |
| 11 | Giappone (bandiera)         | A     | Yūtarō Oda                    |
| 12 | Scozia (bandiera)           | P     | Michael McGovern              |
| 13 | Australia (bandiera)        | D     | Nathaniel Atkinson            |
| 14 | Australia (bandiera)        | C     | Cameron Devlin                |
| 15 | Australia (bandiera)        | D     | Kye Rowles                    |

| N. |                        | Ruolo | Calciatore                   |
| -- | ---------------------- | ----- | ---------------------------- |
| 16 | Scozia (bandiera)      | C     | Andy Halliday                |
| 17 | Scozia (bandiera)      | C     | Alan Forrest                 |
| 18 | Scozia (bandiera)      | A     | Barrie McKay                 |
| 19 | Inghilterra (bandiera) | D     | Alex Cochrane                |
| 21 | Uganda (bandiera)      | D     | Toby Sibbick ()              |
| 22 | Scozia (bandiera)      | C     | Aidan Denholm                |
| 24 | Scozia (bandiera)      | C     | Finlay Pollock               |
| 28 | Scozia (bandiera)      | P     | Zander Clark (vice capitano) |
| 29 | Nigeria (bandiera)     | D     | Odeluga Offiah               |
| 29 | Scozia (bandiera)      | C     | Scott Fraser                 |
| 30 | Giappone (bandiera)    | A     | Kyōsuke Tagawa               |
| 51 | Scozia (bandiera)      | C     | Alex Lowry                   |
| 77 | Costa Rica (bandiera)  | A     | Kenneth Vargas               |
| 81 | Giamaica (bandiera)    | A     | Dexter Lembikisa             |

## Calciomercato

### Sessione estiva
| Acquisti         | Acquisti         | Acquisti            | Acquisti      |
| R.               | Nome             | da                  | Modalità      |
| ---------------- | ---------------- | ------------------- | ------------- |
| P                | Michael McGovern | Norwich City        | gratuito      |
| D                | Frankie Kent     | Peterborough Utd    | ?             |
| D                | Odeluga Offiah   | Brighton            | prestito      |
| C                | Alex Lowry       | Rangers             | prestito      |
| C                | Calem Nieuwenhof | Western Sydney      | ?             |
| A                | Kyōsuke Tagawa   | FC Tokyo            | ?             |
| A                | Kenneth Vargas   | Herediano           | prestito      |
| Altre operazioni |                  |                     |               |
| R.               | Nome             | da                  | Modalità      |
| C                | Scott McGill     | Raith Rovers        | fine prestito |
| A                | Euan Henderson   | Queen's Park        | fine prestito |
| A                | Connor Smith     | Hamilton Academical | fine prestito |

| Cessioni         | Cessioni               | Cessioni            | Cessioni                    |
| R.               | Nome                   | a                   | Modalità                    |
| ---------------- | ---------------------- | ------------------- | --------------------------- |
| D                | James Hill             | Bournemouth         | fine prestito               |
| D                | Lewis Neilson          | Partick Thistle     | prestito                    |
| D                | Michael Smith          |                     | svincolato                  |
| C                | Orestis Kiomourtzoglou | Greuther Fürth      | definitivo (0,15 milioni €) |
| C                | Robert Snodgrass       |                     | svincolato                  |
| A                | Josh Ginnelly          | Swansea City        | gratuito                    |
| A                | Stephen Humphrys       | Wigan               | fine prestito               |
| A                | Garang Kuol            | Newcastle Utd       | fine prestito               |
| A                | Gary Mackay-Steven     |                     | svincolato                  |
| Altre operazioni |                        |                     |                             |
| R.               | Nome                   | a                   | Modalità                    |
| P                | Ross Stewart           |                     | svincolato                  |
| P                | Harry Stone            | Queen of the South  | prestito                    |
| D                | Cammy Logan            | Queen of the South  | gratuito                    |
| C                | Scott McGill           | Raith Rovers        | gratuito                    |
| A                | Euan Henderson         | Hamilton Academical | gratuito                    |
| A                | Connor Smith           | Scunthorpe Utd      | prestito                    |

### Sessione invernale
| Acquisti         | Acquisti         | Acquisti           | Acquisti      |
| R.               | Nome             | da                 | Modalità      |
| ---------------- | ---------------- | ------------------ | ------------- |
| D                | Dexter Lembikisa | Wolverhampton      | prestito      |
| C                | Scott Fraser     | Charlton           | prestito      |
| Altre operazioni |                  |                    |               |
| R.               | Nome             | da                 | Modalità      |
| P                | Harry Stone      | Queen of the South | fine prestito |
| A                | Connor Smith     | Scunthorpe Utd     | fine prestito |

| Cessioni         | Cessioni         | Cessioni      | Cessioni      |
| R.               | Nome             | a             | Modalità      |
| ---------------- | ---------------- | ------------- | ------------- |
| P                | Michael McGovern | Livingston    | prestito      |
| D                | Odeluga Offiah   | Brighton      | fine prestito |
| C                | Andy Halliday    | Motherwell    | prestito      |
| Altre operazioni |                  |               |               |
| R.               | Nome             | a             | Modalità      |
| A                | Connor Smith     | St. Johnstone | ?             |

## Risultati

### Scottish Premiership

#### Prima fase
| Arbitro: | McLean |

|  |           |                         |
|  | Marcatori | 75’ Oda 90+6’ Shankland |

| Edimburgo 13 agosto 2023, ore 16:00 UTC+1 2ª giornata | Hearts    | 0 – 0 referto | Kilmarnock | Tynecastle Park (18 455 spett.)\| Arbitro: \| Dickinson \| |
| Arbitro:                                              | Dickinson |               |            |                                                            |

| Arbitro: | Muir |

|             |           |  |
| McCowan 63’ | Marcatori |  |

| Arbitro: | Irvine |

|  |           |              |
|  | Marcatori | 29’ Slattery |

| Arbitro: | Clancy |

|                   |           |  |
| Oda 14’ Boyce 64’ | Marcatori |  |

| Arbitro: | Walsh |

|           |           |  |
| Strain 7’ | Marcatori |  |

| Arbitro: | Dickinson |

|  |           |             |
|  | Marcatori | 69’ Forrest |

| Arbitro: | Collum |

|                               |           |                |
| Forrest 28’ Doidge 58’ (aut.) | Marcatori | 66’, 68’ Youan |

| Arbitro: | Walsh |

|               |           |                                              |
| Shankland 64’ | Marcatori | 4’ O'Riley 23’ Maeda 51’ Furuhashi 81’ Iwata |

| Arbitro: | Beaton |

|                                   |           |              |
| Tavernier 90’ (rig.) Danilo 90+3’ | Marcatori | 5’ Shankland |

| Arbitro: | Graham |

|            |           |  |
| Vargas 79’ | Marcatori |  |

| Arbitro: | Graham |

|                                      |           |                        |
| Nieuwenhof 57’ Lembikisa 74’ Oda 86’ | Marcatori | 19’ McGhee 38’ Cameron |

| Arbitro: | Munro |

|                    |           |                    |
| Spittal 78’ (rig.) | Marcatori | 27’, 71’ Shankland |

| Arbitro: | Beaton |

|               |           |  |
| Shankland 61’ | Marcatori |  |

| Arbitro: | Dickinson |

|  |           |                   |
|  | Marcatori | 18’ (aut.) Dennis |

| Arbitro: | Collum |

|  |           |          |
|  | Marcatori | 34’ Sima |

| Arbitro: | Graham |

|                            |           |               |
| Miovski 53’ Clarkson 90+2’ | Marcatori | 20’ Shankland |

| Arbitro: | Clancy |

|  |           |                            |
|  | Marcatori | 15’ Shankland 30’ Kingsley |

| Arbitro: | Walsh |

|                    |           |  |
| Shankland 33’, 49’ | Marcatori |  |

| Arbitro: | Beaton |

|  |           |                 |
|  | Marcatori | 90+3’ Shankland |

| Arbitro: | Muir |

|                          |           |                                |
| Vargas 71’ Shankland 79’ | Marcatori | 55’ (aut.) Cochrane 61’ Dhanda |

| Arbitro: | Dickinson |

|                    |           |                          |
| Shinnie 79’ (rig.) | Marcatori | 53’ Vargas 64’ Shankland |

| Arbitro: | Clancy |

|                                |           |  |
| Grant 57’ (rig.) Shankland 77’ | Marcatori |  |

| Arbitro: | Grainger |

|                        |           |                                       |
| McGhee 26’ Cameron 59’ | Marcatori | 55’ Forrest 79’ (rig.), 87’ Shankland |

| Arbitro: | Snedden |

|  |           |               |
|  | Marcatori | 55’ Shankland |

| Arbitro: | Graham |

|                            |           |  |
| Shankland 67’ Vargas 90+2’ | Marcatori |  |

| Arbitro: | Walsh |

|                                                      |           |  |
| Diomande 2’ Cortés 37’ Dessers 44’, 48’ F. Silva 66’ | Marcatori |  |

| Arbitro: | Clancy |

|                        |           |               |
| Shankland 45+2’ (rig.) | Marcatori | 28’ Marcondes |

| Arbitro: | Robertson |

|                                |           |  |
| Grant 43’ (rig.) Shankland 56’ | Marcatori |  |

| Arbitro: | Irvine |

|                 |           |           |
| Murray 42’, 49’ | Marcatori | 90+1’ Oda |

| Arbitro: | Collum |

|            |           |             |
| Vargas 10’ | Marcatori | 67’ Watkins |

| Arbitro: | Muir |

|              |           |                                     |
| Olusanya 68’ | Marcatori | 33’ (rig.) Grant 62’ (aut.) Mandron |

| Arbitro: | Steven |

|                                                     |           |                |
| Grant 29’ Oda 32’ Devlin 40’ Shankland 45+6’ (rig.) | Marcatori | 10’, 22’ Kelly |

#### Poule scudetto
| Kilmarnock 27 aprile 2024, ore 16:00 UTC+1 34ª giornata | Kilmarnock | 0 – 0 referto | Hearts | Rugby Park (6 677 spett.)\| Arbitro: \| Hardie \| |
| Arbitro:                                                | Hardie     |               |        |                                                   |

| Arbitro: | Clancy |

|                                      |           |  |
| Furuhashi 4’, 21’ O'Riley 87’ (rig.) | Marcatori |  |

| Arbitro: | Walsh |

|                                      |           |  |
| Vargas 35’ Forrest 53’ Shankland 90’ | Marcatori |  |

| Arbitro: | Collum |

|                     |           |                          |
| Scott 7’ Bolton 65’ | Marcatori | 20’ Tagawa 73’ Shankland |

| Arbitro: | Robertson |

|                                          |           |                                             |
| Shankland 33’ Lembikisa 82’ Tagawa 90+5’ | Marcatori | 52’ McCausland 69’ Cantwell 79’ Fábio Silva |

### Scottish League Cup

#### Fase a eliminazione diretta
| Arbitro: | Beaton |

|                                                       |           |  |
| Graham 11’ (aut.) Offiah 45’ Shankland 48’ Tagawa 74’ | Marcatori |  |

| Arbitro: | McLean |

|           |           |                       |
| Lyons 68’ | Marcatori | 40’ Grant 90+2’ Lowry |

| Arbitro: | Walsh |

|                      |           |                                      |
| Shankland 81’ (rig.) | Marcatori | 50’ (rig.), 64’ Tavernier 55’ Wright |

### Scottish Cup
| Arbitro: | Collum |

|             |           |                       |
| Craigen 64’ | Marcatori | 12’ Vargas 90+2’ Kent |

| Arbitro: | McLean |

|              |           |                                              |
| Frizzell 34’ | Marcatori | 11’, 73’ Shankland 18’ Vargas 21’ Nieuwenhof |

| Arbitro: | Dickinson |

|  |           |            |
|  | Marcatori | 86’ Vargas |

| Arbitro: | McLean |

|                 |           |  |
| Dessers 5’, 78’ | Marcatori |  |

### Conference League

#### Qualificazioni
| Arbitro: | Chivulete |

|                              |           |               |
| Frederiksen 15’ Nelson 45+2’ | Marcatori | 79’ Shankland |

| Arbitro: | Fuxman |

|                                 |           |                |
| Shankland 13’ Devlin 50’, 90+2’ | Marcatori | 6’ Þorvaldsson |

#### Spareggi
| Arbitro: | Treimanis |

|                     |           |                                   |
| Shankland 9’ (rig.) | Marcatori | 12’ (rig.) Schwab 75’ A. Živković |

| Arbitro: | Cuadra Fernández |

|                                               |           |  |
| Taison 16’, 71’ Brandon 23’ Kōnstantelias 57’ | Marcatori |  |

## Statistiche

### Statistiche di squadra
| Competizione         | Punti | In casa | In casa | In casa | In casa | In casa | In casa | In trasferta | In trasferta | In trasferta | In trasferta | In trasferta | In trasferta | Totale | Totale | Totale | Totale | Totale | Totale | DR  |
| Competizione         | Punti | G       | V       | N       | P       | Gf      | Gs      | G            | V            | N            | P            | Gf           | Gs           | G      | V      | N      | P      | Gf     | Gs     | DR  |
| -------------------- | ----- | ------- | ------- | ------- | ------- | ------- | ------- | ------------ | ------------ | ------------ | ------------ | ------------ | ------------ | ------ | ------ | ------ | ------ | ------ | ------ | --- |
| Scottish Premiership | 67    | 19      | 10      | 6       | 3       | 32      | 19      | 19           | 10           | 2            | 7            | 22           | 23           | 38     | 20     | 8      | 10     | 54     | 42     | +12 |
| Scottish Cup         | -     | 0       | 0       | 0       | 0       | 0       | 0       | 3            | 3            | 0            | 0            | 7            | 2            | 4      | 3      | 0      | 1      | 7      | 4      | +3  |
| Scottish League Cup  | -     | 2       | 1       | 0       | 1       | 5       | 3       | 1            | 1            | 0            | 0            | 2            | 1            | 3      | 2      | 0      | 1      | 7      | 4      | +3  |
| Conference League    | -     | 2       | 1       | 0       | 1       | 4       | 3       | 2            | 0            | 0            | 2            | 1            | 6            | 4      | 1      | 0      | 3      | 5      | 9      | -4  |
| Totale               | -     | 23      | 12      | 6       | 5       | 41      | 25      | 25           | 14           | 2            | 9            | 32           | 32           | 49     | 26     | 8      | 15     | 73     | 59     | +14 |

### Andamento in campionato
| Giornata  | 1 | 2 | 3 | 4 | 5 | 6 | 7 | 8 | 9 | 10 | 11 | 12 | 13 | 14 | 15 | 16 | 17 | 18 | 19 | 20 | 21 | 22 | 23 | 24 | 25 | 26 | 27 | 28 | 29 | 30 | 31 | 32 | 33 | 34 | 35 | 36 | 37 | 38 |
| --------- | - | - | - | - | - | - | - | - | - | -- | -- | -- | -- | -- | -- | -- | -- | -- | -- | -- | -- | -- | -- | -- | -- | -- | -- | -- | -- | -- | -- | -- | -- | -- | -- | -- | -- | -- |
| Luogo     | T | C | T | C | C | T | T | C | C | T  | C  | C  | T  | C  | T  | C  | T  | T  | C  | T  | C  | T  | C  | T  | T  | C  | T  | C  | C  | T  | C  | T  | C  | T  | T  | C  | T  | C  |
| Risultato | V | N | P | P | V | P | V | N | P | P  | V  | V  | V  | V  | V  | P  | P  | V  | V  | V  | N  | V  | V  | V  | V  | V  | P  | N  | V  | P  | N  | V  | V  | N  | P  | V  | N  | N  |
| Posizione | 2 | 3 | 5 | 8 | 5 | 6 | 4 | 4 | 4 | 7  | 4  | 5  | 4  | 4  | 3  | 6  | 3  | 3  | 3  | 3  | 3  | 3  | 3  | 3  | 3  | 3  | 3  | 3  | 3  | 3  | 3  | 3  | 3  | 3  | 3  | 3  | 3  | 3  |

Legenda:

Luogo: C = Casa; T = Trasferta. Risultato: V = Vittoria; N = Pareggio; P = Sconfitta.

### Statistiche dei giocatori
In corsivo i calciatori che hanno lasciato la squadra a stagione in corso.
| Giocatore     | Scottish Premiership | Scottish Premiership | Scottish Premiership | Scottish Premiership | Scottish Cup | Scottish Cup | Scottish Cup | Scottish Cup | League Cup | League Cup | League Cup  | League Cup | Conference League | Conference League | Conference League | Conference League | Totale   | Totale | Totale      | Totale     |
| Giocatore     | Presenze             | Reti                 | Ammonizioni          | Espulsioni           | Presenze     | Reti         | Ammonizioni  | Espulsioni   | Presenze   | Reti       | Ammonizioni | Espulsioni | Presenze          | Reti              | Ammonizioni       | Espulsioni        | Presenze | Reti   | Ammonizioni | Espulsioni |
| ------------- | -------------------- | -------------------- | -------------------- | -------------------- | ------------ | ------------ | ------------ | ------------ | ---------- | ---------- | ----------- | ---------- | ----------------- | ----------------- | ----------------- | ----------------- | -------- | ------ | ----------- | ---------- |
| N. Atkinson   | 19                   | 0                    | 5                    | 0                    | 3            | 0            | 0            | 0            | 0          | 0          | 0           | 0          | 4                 | 0                 | 0                 | 0                 | 26       | 0      | 5           | 0          |
| B. Baningime  | 29                   | 0                    | 3                    | 0                    | 4            | 0            | 0            | 0            | 2          | 0          | 0           | 0          | 1                 | 0                 | 0                 | 0                 | 36       | 0      | 3           | 0          |
| L. Boyce      | 15                   | 1                    | 2                    | 0                    | 0            | 0            | 0            | 0            | 3          | 0          | 0           | 0          | 4                 | 0                 | 0                 | 0                 | 22       | 1      | 2           | 0          |
| Z. Clark      | 35                   | -38                  | 0                    | 0                    | 0            | -0           | 0            | 0            | 3          | -4         | 0           | 0          | 4                 | -9                | 0                 | 0                 | 42       | -51    | 0           | 0          |
| A. Cochrane   | 31                   | 0                    | 7                    | 0                    | 3            | 0            | 0            | 0            | 2          | 0          | 0           | 0          | 4                 | 0                 | 1                 | 0                 | 40       | 0      | 8           | 0          |
| A. Denholm    | 17                   | 0                    | 1                    | 0                    | 2            | 0            | 0            | 0            | 2          | 0          | 1           | 0          | 2                 | 0                 | 1                 | 0                 | 23       | 0      | 3           | 0          |
| C. Devlin     | 24                   | 1                    | 7                    | 0                    | 2            | 0            | 2            | 0            | 2          | 0          | 1           | 0          | 4                 | 2                 | 3                 | 0                 | 32       | 3      | 13          | 0          |
| A. Forrest    | 33                   | 4                    | 3                    | 0                    | 4            | 0            | 0            | 0            | 2          | 0          | 0           | 0          | 2                 | 0                 | 0                 | 0                 | 41       | 4      | 3           | 0          |
| S. Fraser     | 11                   | 0                    | 0                    | 0                    | 1            | 0            | 0            | 0            | -          | -          | -           | -          | -                 | -                 | -                 | -                 | 12       | 0      | 0           | 0          |
| C. Gordon     | 3                    | -4                   | 0                    | 0                    | 4            | -4           | 0            | 0            | 0          | -0         | 0           | 0          | 0                 | -0                | 0                 | 0                 | 7        | -8     | 0           | 0          |
| J. Grant      | 27                   | 4                    | 0                    | 0                    | 4            | 0            | 1            | 0            | 2          | 1          | 1           | 0          | 1                 | 0                 | 0                 | 0                 | 34       | 5      | 2           | 0          |
| C. Halkett    | 9                    | 0                    | 1                    | 0                    | 2            | 0            | 0            | 0            | 0          | 0          | 0           | 0          | 0                 | 0                 | 0                 | 0                 | 11       | 0      | 1           | 0          |
| A. Halliday   | 3                    | 0                    | 1                    | 0                    | -            | -            | -            | -            | 1          | 0          | 0           | 0          | 1                 | 0                 | 0                 | 0                 | 5        | 0      | 1           | 0          |
| P. Haring     | 6                    | 0                    | 2                    | 0                    | 0            | 0            | 0            | 0            | 1          | 0          | 1           | 0          | 1                 | 0                 | 0                 | 0                 | 8        | 0      | 3           | 0          |
| F. Kent       | 35                   | 0                    | 4                    | 0                    | 2            | 1            | 0            | 0            | 3          | 0          | 0           | 0          | 4                 | 0                 | 0                 | 0                 | 44       | 1      | 4           | 0          |
| S. Kingsley   | 33                   | 1                    | 0                    | 0                    | 4            | 0            | 0            | 0            | 3          | 0          | 1           | 0          | 4                 | 0                 | 0                 | 0                 | 44       | 1      | 1           | 0          |
| D. Lembikisa  | 14                   | 2                    | 1                    | 0                    | 4            | 0            | 0            | 0            | -          | -          | -           | -          | -                 | -                 | -                 | -                 | 18       | 2      | 1           | 0          |
| A. Lowry      | 12                   | 0                    | 1                    | 0                    | 0            | 0            | 0            | 0            | 2          | 1          | 0           | 0          | 2                 | 0                 | 0                 | 0                 | 16       | 1      | 1           | 0          |
| M. McGovern   | 0                    | -0                   | 0                    | 0                    | 0            | -0           | 0            | 0            | -          | -          | -           | -          | -                 | -                 | -                 | -                 | 0        | -0     | 0           | 0          |
| B. McKay      | 11                   | 0                    | 0                    | 0                    | 1            | 0            | 0            | 0            | 1          | 0          | 0           | 0          | 2                 | 0                 | 0                 | 0                 | 15       | 0      | 0           | 0          |
| C. Nieuwenhof | 25                   | 1                    | 4                    | 0                    | 1            | 1            | 0            | 0            | 3          | 0          | 1           | 0          | 0                 | 0                 | 0                 | 0                 | 29       | 2      | 5           | 0          |
| Y. Oda        | 25                   | 5                    | 2                    | 0                    | 2            | 0            | 0            | 0            | 1          | 0          | 0           | 0          | 3                 | 0                 | 0                 | 0                 | 31       | 5      | 2           | 0          |
| O. Offiah     | 5                    | 0                    | 2                    | 0                    | -            | -            | -            | -            | 2          | 1          | 0           | 0          | 1                 | 0                 | 0                 | 0                 | 8        | 1      | 2           | 0          |
| F. Pollock    | 1                    | 0                    | 0                    | 0                    | 0            | 0            | 0            | 0            | 0          | 0          | 0           | 0          | 0                 | 0                 | 0                 | 0                 | 1        | 0      | 0           | 0          |
| K. Rowles     | 33                   | 0                    | 5                    | 0                    | 2            | 0            | 0            | 0            | 4          | 0          | 1           | 0          | 4                 | 0                 | 0                 | 0                 | 43       | 0      | 6           | 0          |
| L. Shankland  | 37                   | 24                   | 8                    | 0                    | 3            | 2            | 1            | 0            | 3          | 2          | 0           | 0          | 4                 | 3                 | 3                 | 0                 | 47       | 31     | 12          | 0          |
| T. Sibbick    | 21                   | 0                    | 3                    | 0                    | 1            | 0            | 0            | 0            | 3          | 0          | 1           | 0          | 3                 | 0                 | 1                 | 0                 | 28       | 0      | 5           | 0          |
| K. Tagawa     | 14                   | 2                    | 0                    | 0                    | 3            | 0            | 0            | 0            | 1          | 1          | 0           | 0          | 2                 | 0                 | 0                 | 0                 | 20       | 3      | 0           | 0          |
| M. Tait       | 12                   | 0                    | 3                    | 0                    | 2            | 0            | 1            | 0            | 0          | 0          | 0           | 0          | 0                 | 0                 | 0                 | 0                 | 14       | 0      | 4           | 0          |
| K. Vargas     | 33                   | 6                    | 7                    | 0                    | 4            | 3            | 0            | 0            | 3          | 0          | 0           | 0          | 2                 | 0                 | 0                 | 0                 | 42       | 9      | 7           | 0          |
| J. Wilson     | 2                    | 0                    | 0                    | 0                    | 1            | 0            | 0            | 0            | 0          | 0          | 0           | 0          | 0                 | 0                 | 0                 | 0                 | 3        | 0      | 0           | 0          |